# 伝堀越御所跡
伝堀越御所跡（でんほりごえごしょあと）は、静岡県伊豆の国市寺家にある中世の城館伝承地。鎌倉公方・足利政知の御所と伝わり、国の史跡に指定されている。字名にはないが、地元ではこの付近を「堀越（ほりごえ）」と呼ぶ。

## 歴史
室町時代、鎌倉公方として関東に下向した足利政知が、1454年（享徳3年）に勃発した享徳の乱により鎌倉に入ることができず、ここに御所を構えたとされる。鎌倉を追われた足利成氏が古河で公方（古河公方）を称したのに対し、こちらは堀越公方と呼ばれた。しかし、1493年（明応2年）に後北条氏の伊勢盛時（北条早雲）に滅ぼされた。

## 発掘調査
県の遺跡地図での遺跡名は「御所ノ内遺跡」となっている。
御所跡の一部の土地は伊豆の国市の所有となっているが、周辺は私有地や住宅地である。過去に発掘調査が実施され、御所に関連すると考えられる池の跡が検出されているが、建物跡などは不明である。ごく一部でしか調査が行われていないため、堀越御所の直接的な遺構は見つかっておらず、地元自治体では「伝堀越御所」と案内している。近くには北条氏邸・円成寺跡が所在し、室町時代には円成寺が近接していたことになる。
発掘調査後は埋め戻されて、2007年（平成19年）時点では更地に説明看板が立つのみの状態となっていたが、2008年（平成20年）3月に説明板が伊豆の国市によって新しく設置された。発掘調査時の遺構写真を示して、その状況を説明している。